# 曼索河

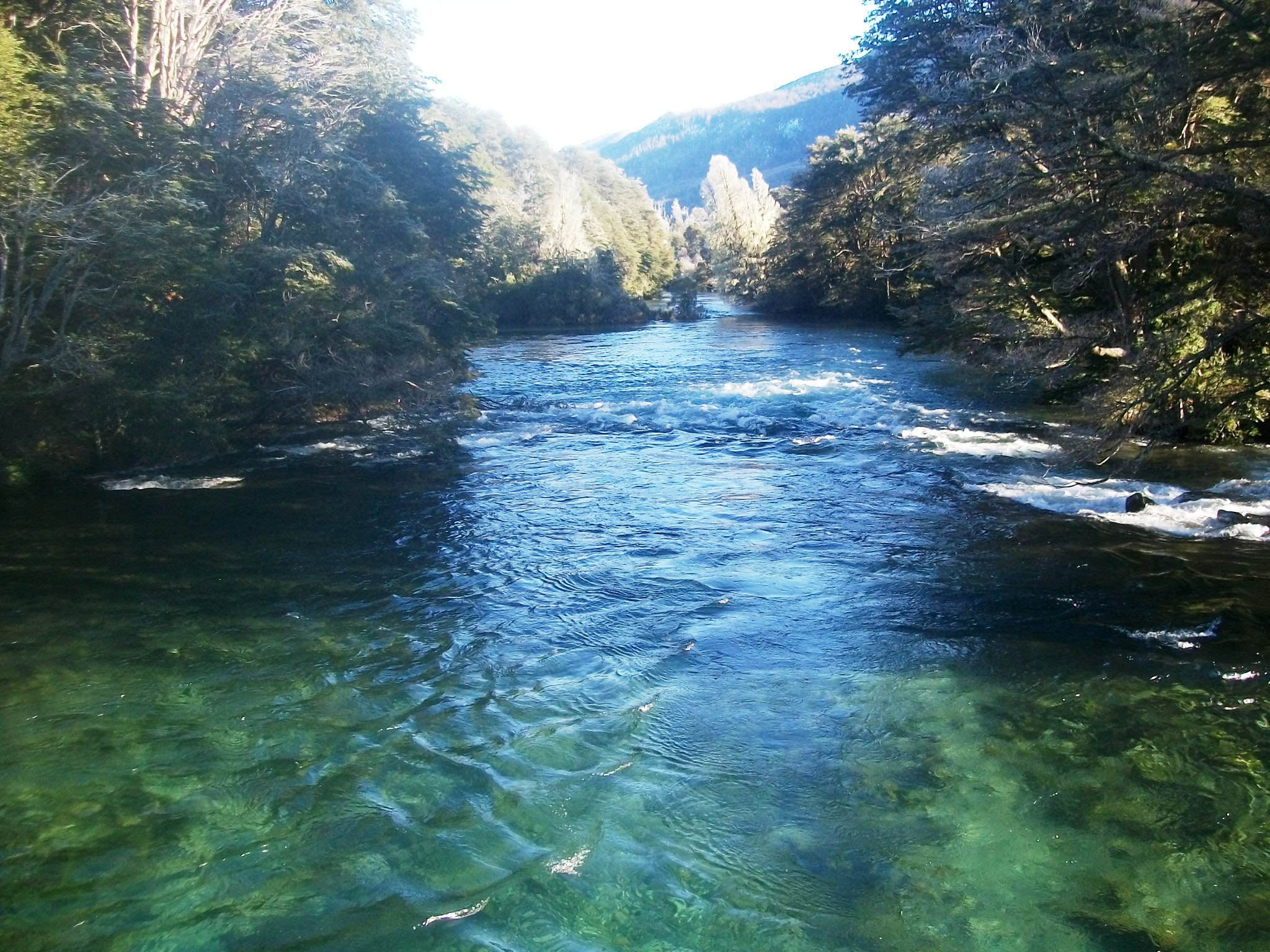
曼索河

曼索河（西班牙語：Río Manso）是阿根廷的河流，位於巴塔哥尼亞地區，屬於普埃洛河的支流，發源自特羅納多峰，河道全長110公里，是大量鱒魚的棲息地。